# Durpynas (przystanek kolejowy)
Durpynas (ros. Дурпинас) – przystanek kolejowy w miejscowości Radziwiliszki, w rejonie radziwiliskim, w okręgu szawelskim, na Litwie.